# Screen-Sharing
Screen-Sharing bzw. Screen-Mirroring, Bildschirmübertragung oder Desktop-Sharing bezeichnet die Übertragung des Bildschirminhalts eines Computers an einen oder mehrere andere Computer. Für Benutzer an entfernten Computern entsteht dadurch der Eindruck, sich direkt vor dem entfernten Computer zu befinden.
Entsprechende Software ist sowohl im geschäftlichen als auch im privaten Bereich zu finden, kann sich in ihren Funktionalitäten aber stark unterscheiden, weshalb eine Kategorisierung beziehungsweise klare Abgrenzung oft schwerfällt.

## Anwendungen

### Koordination von Arbeit
Bei der Arbeit über verteilte Standorte können mehrere Teilnehmer mittels Desktop-Sharing gemeinsam an Dokumenten arbeiten oder fertige Inhalte präsentieren. In diesem Bereich sieht sich die Technik allerdings mit effizienteren Alternativen konfrontiert. Zum Beispiel ermöglicht der Dienst Google Drive eine dezentrale Arbeit an gemeinschaftlichen Projekten genauso wie Kommunikation vorzugsweise über Konferenzschaltungen und Instant Messaging realisiert wird.

### Fernzugriff
Sofern die entsprechende Software über erweiterte Funktionalitäten verfügt, ist ein Fernzugriff möglich. In diesem Fall wird der entfernte Computer oder Server ferngesteuert, ohne dass man direkt vor Ort sein muss. Dieses Konzept findet in sehr kleinen wie auch in großen Unternehmen und der Industrie Anwendung.

### Support
Hilfestellung für Kunden ist das größte Einsatzgebiet des Desktop-Sharing-Konzeptes. Im privaten Bereich wird diese Variante aber meist erst sehr spät eingesetzt, d. h. erst wenn die üblichen und einfacheren Angebote (FAQ, Internetforen, Chats oder Screencasts) ausgeschöpft wurden. Wohlgemerkt ist Hilfe über ein Desktop-Sharing-Programm erst möglich, wenn beide Teilnehmer das Programm installiert haben, was eine sinnvolle Hilfeleistung bei Hardware- oder Netzwerkproblemen ausschließt.

### Live-Veranstaltungen und Gaming
Ein weiterer Anwendungszweck sind Live-Übertragungen von Computerspielen, Anwendungssoftware und Internet-Inhalten, zum Beispiel auch im Rahmen einer Video-Presskonferenz, eines Web-Seminars oder ein Live-Demonstration oder Präsentation. Soll die Bildschirmübertragung sich an ein größeres Publikum richten, lassen sich die Inhalte auf Livestream-Diensten wie Twitch YouTube Live ausstrahlen. Viele Spieler schauen gerne anderen Spielern beim Spielen zu. Daher eignet sich eine Bildschirmübertragung auch als ein Live-Let’s Play.

## Software
| Programm                     | Lizenz, Kosten                         | Protokoll                            | Portweiterleitung erforderlich | Fernsteuerung | Chat | Videokonferenz | Dateitransfer |
| ---------------------------- | -------------------------------------- | ------------------------------------ | ------------------------------ | ------------- | ---- | -------------- | ------------- |
| alfaview                     | proprietär, kostenlos für Privatnutzer | eigenes Protokoll                    | ?                              |               | X    | X              |               |
| Adobe Acrobat Connect Pro    | proprietär, kostenpflichtig            | eigenes proprietäres Protokoll       | ?                              | X             | X    | X              | X             |
| Discord                      | proprietär, kostenlos                  |                                      |                                |               | X    | X              | X             |
| FFServer                     | freie Software                         | RTP/RTSP                             | ?                              |               |      | X              |               |
| LogMeIn Hamachi              | proprietär, kostenpflichtig            | eigenes proprietäres Protokoll       | nein                           | X             | X    |                |               |
| Lotus Sametime               | proprietär, kostenpflichtig            | eigenes proprietäres Protokoll       | ?                              | X             | X    | X              | X             |
| Mikogo                       | proprietär, kostenlos für Privatnutzer | eigenes proprietäres Protokoll       | nein                           | X             | X    | X              | X             |
| TeamViewer Remote            | proprietär, kostenlos für Privatnutzer | eigenes proprietäres Protokoll       | nein                           | X             | X    | X              | X             |
| Tox                          | freie Software                         | eigenes offenes Protokoll            | nein                           |               | X    | X              | X             |
| Mozilla Firefox              | freie Software                         | WebRTC                               | nein                           |               | X    | X              |               |
| Google Chrome Remote Desktop | freie Software                         | WebRTC                               | nein                           | X             | X    | X              |               |
| Polycom RealPresence Desktop | Einzellizenz, kostenpflichtig          | H.323 / SIP Standard Protokoll       | nein                           |               | X    | X              |               |
| Skype                        | proprietär, Basis-Umfang kostenlos     | eigenes proprietäres Protokoll       | nein                           |               | X    | X              | X             |
| UltraVNC                     | freie Software                         | VNC                                  | ja                             | X             |      |                |               |
| Vino und Vinagre             | freie Software                         | VNC                                  | ja                             | X             |      |                |               |
| Yealink VC Desktop           | Einzellizenz, kostenpflichtig          | H.323 / SIP Standard Protokoll       | nein                           |               |      | X              |               |
| Apple Remote Desktop         | proprietär                             | VNC                                  | ?                              | X             |      |                | X             |
| Jitsi                        | freie Software                         | offenes Protokoll basierend auf XMPP | ja                             | ?             | X    | X              | X             |
| AnyDesk                      | proprietär, kostenlos für Privatnutzer | proprietäres Protokoll (deskRT)      | nein                           | X             | X    |                | X             |
| Open Broadcaster Software    | Freie Software, kostenlos              |                                      |                                |               | X    | X              | X             |
| Steam                        | proprietär, kostenlos                  |                                      |                                |               | X    | X              | X             |

## Spezialisierungen
Es haben sich mit der Zeit Methoden für spezielle Einsatzgebiete herausgebildet, unterstützt durch jeweils angepasste Software.

### Website-Monitoring
Unter Website-Monitoring versteht man die Live-Überwachung von Internetseiten, z. B. angeboten von Live-Support-Systemen zur aktiven Unterstützung für die Seitenbesucher. Im Rahmen der Überwachung können Kundenbetreuer Aktivitäten der Besucher auf der Seite feststellen, ein Gespräch (Chat) beginnen und ggf. beim Ausfüllen von Formularen helfen.
Da der Kundenbetreuer das Gleiche sieht wie der Kunde, bietet Website-Monitoring vielfältige Möglichkeiten bei der Unterstützung von Seitenbesuchern. Im Unterschied zum Fernzugriff können jedoch lediglich Seiteninhalte und Aktivitäten des Besuchers auf der Seite festgestellt werden.

### Cobrowsing
Cobrowsing oder Co-Surfing ist die gemeinsame Navigation durch das World Wide Web auf zwei oder mehr Computern, z. B. durch eine Synchronisierung der Browser. Das gemeinsame Surfen unterstützt die Vermittlung von Informationen und erleichtert das Auffinden gewünschter Seiten, etwa bei der Kundenbetreuung oder beim Verkauf
Weitere Beispiele für Cobrowsing sind etwa Schüler, die gemeinsam mit einem Online-Tutor Lerninhalte erarbeiten, Geschäftspartner, die zusammen Web-Präsentationen betrachten, oder auch Chatter, die sich über ihren Aufenthalt im Internet durch URL-Versand austauschen.

### Application-Sharing
Die Begriffe Anwendungsaufteilung, Anwendungsverteilung oder englisch application sharing bezeichnen eine Ergänzung der audiovisuellen Konferenz.
Hierbei werden Programme, Daten oder Objekte von zwei oder mehr Beteiligten gleichzeitig genutzt, indem der wechselseitige Zugriff auf einen PC oder die gemeinsame Arbeit auf einem Rechner ermöglicht wird. Das Application-Sharing kann passiv (Präsentation, Betrachtung von Objekten) oder aktiv erfolgen, wenn tatsächlich mehrere Beteiligte aktiv an einer Anwendungen arbeiten können (Telekooperation).
Typischerweise stellt ein Computersystem die Anwendung bereit (dieses System wird als Host bezeichnet), während ein oder mehrere andere Computersysteme darauf zugreifen (Clients). Ein typisches Beispiel ist das gemeinsame Bearbeiten eines Dokumentes zwischen zwei Personen, die sich an unterschiedlichen Orten befinden.

## Kompression von Bildschirminhalten
Das Übertragen von auf Computerbildschirmen dargestellten Inhalten (engl.: screen content) erfordert spezielle Kompressionstechniken. Herkömmliche Videokompressionsverfahren sind auf Bilddaten spezialisiert, die mit Foto- oder Videokameras aufgenommen wurden. Bildschirminhalte sind aber überwiegend durch Regionen mit graphischen Elementen (Fensterstrukturen, Icons etc.) und Text gekennzeichnet. Bei einer verlustbehafteten Kompression mit üblichen Bitraten ist die visuelle Qualität dieser Regionen im Allgemeinen sehr schlecht. Idealerweise müssten Text und Grafik verlustlos oder nahezu verlustlos komprimiert werden. Der neueste Standard zur Videokompression HEVC enthält spezielle Werkzeuge, um auf einer blockbasierend Segmentierung die Inhalte entweder mit herkömmlichen Verfahren zu komprimieren oder mit Verfahren die für Text und Grafik geeignet sind.
Inzwischen gibt es aber schon Ansätze, welche deutlich höhere Kompressionsraten bei verlustloser Kompression ermöglichen.